# Hippidion
†Hippidion ("niewielki koń") – wymarły rodzaj ssaka z rodziny koniowatych. Osiągał rozmiary walijskiego kuca górskiego i zamieszkiwał kontynent południowoamerykański w plejstocenie, pomiędzy 2.000.000 i 10.000 lat temu.
Zwierzę uważa się za potomka rodzaju Pliohippus, koniowate te imigrowały do Ameryki Południowej około 2,5 miliona lat temu. Jednakże współczesne analizy DNA rodzaju Hippidion i innych plejstoceńskich koniowatych Nowego Świata wsparły nową hipotezę, jakoby Hippidion zaliczał się właściwie do rodzaju Equus, a szczególnie bliskie pokrewieństwo łączyło go z koniem domowym (Equus caballus). Zwierzę mierzyło średnio 1,4 m wysokości w ramionach i przypominało osła. Delikatna struktura kości nosowych sugeruje, że Hippidion ewoluował w izolacji od innych gatunków koni z Ameryki Północnej.
Hippidion i inne południowoamerykańskie konie wyginęły mniej więcej 8000 lat temu. Znaleziska archeologiczne z chilijskiej Patagonii dowiodły, gatunek Hippidion saldiasi żył w tamtej okolicy od  10.000 do 12.000 lat temu. Konie pojawiły się tam ponownie dopiero w szesnastym wieku, gdy introdukował je człowiek.